# I Simpson in Plusaversary
I Simpson in Plusaversary (The Simpsons in Plusaversary) è un cortometraggio statunitense basato sulla serie animata I Simpson prodotta da Gracie Films e 20th Television Animation, che è stato pubblicato sul servizio di streaming Disney+ nel 2021. È il quinto cortometraggio del franchise e il terzo corto promozionale prodotto per Disney+. Il cortometraggio è stato diretto da David Silverman e distribuito il 12 novembre 2021 al Disney+ Day.

## Trama
Diversi personaggi Disney, Pixar, Marvel, Guerre stellari e I Simpson sono in fila per entrare alla Taverna di Boe, dove Malefica sta controllando la lista degli invitati per entrare, e Homer si lamenta di non essere nella lista, tuttavia, quando appare Pippo, costringe lui per essere il suo +1.
Alla taverna, Dart Fener sta bevendo una birra, Dottor Strange sta giocando a bigliardo insieme a Carl e Lenny, Homer e Pippo stanno bevendo birre, Elsa sta creando del ghiaccio in un secchio che la scopa di Fantasia sta riempiendo di birra, mentre Buzz Lightyear e Mando stanno facendo una gara di braccio di ferro, che Buzz perde, e Boe pensa che Paperino stia soffocando, quindi Barney cerca di fargli una manovra di Heimlich.
Al tavolo, Homer e Pippo stanno discutendo, mentre Gongolo si lamenta di come puzzi la festa prima di lamentarsi con Brontolo, e vengono divisi da Lisa che viene alla taverna per raccogliere Homer, il quale si fa colpire la birra da BB-8. La bambina poi rallegra il posto con una canzone su Disney+.
Dopo il brano, l'ombra di Topolino appare sulla porta della taverna, rallegrando tutti mentre il capo sta arrivando, ma appare invece Bart, vestito da Topolino, dicendo loro di tornare al lavoro e trascinando via Pippo, mentre Barney porta Homer dall'altra parte.